# Kabupaten Sukamara
Kabupaten Sukamara är ett kabupaten i Indonesien.   Det ligger i provinsen Kalimantan Tengah, i den västra delen av landet, 600 km nordost om huvudstaden Jakarta. Antalet invånare är 44 952.